# Тьотьок

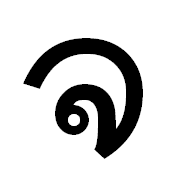

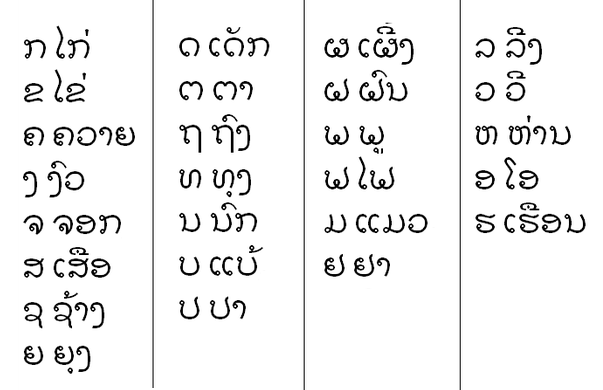
Алфавит

Тьотьок ( лао  - «чаша») — тьо ( цё ), пятая буква лаосского алфавита, в тайском алфавите соответствует букве тьотьан (тарелка), обозначает глухую альвеолярно-палатальную аффрикату (ʨ). Как инициаль, тьотьок относится к аксонкан (средний класс) и может образовывать слоги 1,2,3 и 5-го тона.

## Ваййакон (грамматика)
- Тьа — глагольный показатель будущего времени.
- Тьанг — союз затем, потом; частица выражающая сомнение при ответе на вопрос.
- Тьумпхот — лаксананам для круглых предметов.
- Тьау — утвердительная частица да.